# 腓特烈·卡尔号铁甲舰
陛下之舰腓特烈·卡尔号是普鲁士海军暨北德意志联邦海军和德意志帝国海军麾下的一艘独级铁甲巡防舰，以普鲁士亲王腓特烈·卡尔命名。舰只自1866年开始在土伦的地中海船厂架设龙骨，1867年1月下水，至同年10月投入当时新成立的北德意志联邦海军服役。这是继阿米尼乌斯号和阿达尔贝特亲王号之后，普鲁士海军订购的第三艘铁甲舰，而尽管第四艘王储号是在腓特烈·卡尔号之后订购的，但却先于后者入役。
腓特烈·卡尔号从1867年开始便跟随德国舰队服役，直至1895年被撤出前线，成为一艘训练船。在1870－1871年的普法战争期间，该舰是由海军中将爱德华多·冯·雅赫曼指挥的铁甲分舰队的重要组成部分。然而，腓特烈·卡尔号与分舰队内的另外两艘舰都饱受发动机故障困扰。结果，它们仅从威廉港出击了两次去挑战法国的封锁。两次都未触发交火。在1878年的西班牙暴动期间，腓特烈·卡尔号也曾被部署至当地，并在两次交火中协助缴获了三艘叛军舰只。该舰于1880年代在威廉港的帝国船厂进行改造。1902年，它被重命名为“海王星号”，并作为一艘港口船使用，直至1905年6月正式从海军序列中除籍。翌年，舰只被售予一家荷兰拆船商，最终拆解报废。

## 设计
继订购了只能在沿海地区使用的小型铁甲舰阿米尼乌斯号和|阿达尔贝特亲王号之后，普鲁士海军开始寻求购买能够在公海作战的铁甲舰。这些新舰的主要目的是针对普鲁士的主要海上对手丹麦。丹麦海军在最近的普丹战争中对德国港口实施了封锁，而普鲁士也无力突破。铁甲舰是当时的最新发展，远洋军舰的唯一选择则是铁甲巡防舰，它以传统帆船为原型，在舷侧装有炮台。1865年，海军提请普鲁士议会批准增加预算以购买所需舰只，但遭到否决，促使国王威廉一世绕过议会，于7月4日颁布法令，授权购买两艘铁甲巡防舰。
当时，由于普鲁士本土造船厂缺乏经验，而英国和法国的造船厂则对该类型舰只最富经验，因此海军部决定从这两个国家各订购一艘。其中腓特烈·卡尔号的合同于1866年1月9日同法国签订，王储号也于四天后同英国落实。法国承建的腓特烈·卡尔号是仿照其本土铁甲舰皇冠号建造，但却是法国舰只的缩小版本。

### 整体特征及推进装置
腓特烈·卡尔号的水线长度和全长分别为91.13米和94.14米，舷宽为16.60米，有6.90米的前吃水和8.05米的后吃水。其设计排水量为5971吨、满载排水量则达6932吨。它的船体是由横向和纵向的铁框架构成，共划分为八个水密舱室和一个占舰只长度比重为76%的双层船底。
腓特烈·卡尔号是一艘出色的海船；其应舵灵敏，转弯半径适中。操舵是以单舵控制。然而，舰只有些缺乏平衡，需要向左舷转舵6度方可保持直线航行。它的标准船员编制为33名军官及498名水兵，在担任旗舰时还可增补6名军官和35名水兵。此外，舰只也搭载有一些小型舰载艇，包括1艘转运船、2艘机动艇、1艘大舢板、2艘短桅帆船、2艘高低桅帆船以及1艘小划艇。
腓特烈·卡尔号由单台卧式两缸单胀蒸汽机提供动力，用以驱动一副直径为6米的四叶螺旋桨。六台燃煤火管锅炉被分入两个锅炉舱、每个锅炉舱各设十一个炉膛，以2標準大氣壓（200千帕斯卡）的压力向发动机输送蒸汽。两个锅炉舱都通向同一个烟囱。推进装置设计的额定功率为3,300匹公制馬力（3,255匹指示馬力），最高速度为13節（24每小時）。但在实际试验中，腓特烈·卡尔号均超过了这两项指标，达到3,550匹公制馬力（3,500匹指示馬力）和13.5節（25.0每小時）。舰只可贮存624吨燃煤，能够以10節（19每小時）的速度续航2,210海里（4,090）。作为三桅帆船，它还配备有总表面积为2010平方米的全帆船具作为蒸汽动力的补充，尽管在使用中对舰只的性能提升有限。

### 武器及装甲
竣工时，腓特烈·卡尔号装备有二十六门72磅膛线炮作为主炮。交付德国后，它们被替换为克虏伯生产的两门210毫米22倍径箍炮和十四门210毫米19倍径箍炮。其中22倍径炮可降低至-5°俯角和提升至13°仰角，射程为5900米；短管的19倍径炮有更大的高程范围，从-8°至14.5°，但其的炮口初速较低，射程也相应地缩短为5200米。两种火炮均使用相同的炮弹，共计可提供1656发弹药。十四门19倍径炮安装在舰舯的一个中央炮台内，每边舷侧各设七门。22倍径炮则是作为追击炮而布置在艏、艉两端。
在运用生涯的后期，腓特烈·卡尔号安装了六挺37毫米机炮，用以防御鱼雷艇，同期还安装有五具直径为350毫米的鱼雷发射管：其中两具置于舰艏、两具置于每边舷侧、一具置于舰艉左舷。它们均被安装在水线之上，合共配备12枚鱼雷。
舰只配备有锻铁装甲，并背衬以厚柚木。其水线装甲带由114毫米厚的铁板和254毫米厚的柚木组成。装甲带上方是一层厚度与装甲带相同的铁质列板，但柚木厚度为260毫米，用于保护中央炮台。炮台顶部为9毫米厚的铁板，目的是挡开从舰只一侧掠过的炮弹或爆炸碎片。司令塔也受到114毫米厚的装甲保护，这是安装在400毫米厚的柚木上。

## 服役历史
腓特烈·卡尔号是由普鲁士海军于1865年向法国造船商订购，翌年便在土伦的地中海船厂开始架设龙骨。它于1867年1月16日下水；其后的舾装工作进展迅速，使舰只在年底之前便已完工。腓特烈·卡尔号于1867年10月交付普鲁士，并于当月3日被委派至铁甲训练分舰队（即公海舰队的雏形）服役。其船员是分别经由护卫舰赫塔号和美杜莎号运送至土伦。开回德国的过程中，腓特烈·卡尔号在行经比斯开湾时损失了两根桅杆，并抵达普利茅斯进行修理，原桅杆从而得以被替换为新的钢管空心桅杆。这种样式还可用于将废气从舱内引导至外部。该舰在入役后便以未配备任何武器的状态搁置，因为原本计划安装的新炮在1867－1868年间的一系列测试中遭遇了严重的挫折；事实证明；克赖纳（Kreiner）式炮闩极易发生故障，故而它们被替换成克虏伯设计的带有圆形楔闩的拉式后膛装弹机，安装工作于1869年7月完成。
1870年春，腓特烈·卡尔号、威廉国王号和王储号共同出访英国。然而在前往英国的途中，尽管有丹麦籍领航员跟舰，腓特烈·卡尔号还是于5月17日在大带海峡的朗厄蘭島附近擱淺。该舰能够利用小锚自行松脱，但因螺旋桨严重受损而无法操控，必须由王储号和炮舰独眼巨人号共同拖曳回基尔。由于德国不具备相应的维修能力，腓特烈·卡尔号只得再由王储号拖至朴茨茅斯，并于6月2日抵达。当腓特烈·卡尔号进入船坞期间，王储号继续前往普利茅斯，以接收此前已收购的原英国风帆战列舰声望号。6月19日，威廉国王号、阿达尔贝特亲王号和尚未完全修复的腓特烈·卡尔号也来到港口，与三天前抵达的炮舰海豚号会合。声望号和海豚号于6月22日启程返回基尔。由铁甲舰构成的训练分舰队则于7月1日正式组建，它们最初留在普利茅斯，因为威廉国王号在穿越北海的航行中遭遇了机械故障，不得不进行维修。分舰队于7月10日离开普利茅斯，向大西洋进发。与此同时，由于在霍亨索伦候选人争夺空缺的西班牙王位一事上，普鲁士与法国的紧张关系此刻已达到危机点，即将与法国开战的传言也愈演愈烈。为此，阿达尔贝特亲王号被分遣至达特茅斯，以便随时从德国驻英大使馆了解事态发展。分舰队从英吉利海峡的西口折返，并于13日重新接上阿达尔贝特亲王号。后者带来了普鲁士政府关于战争的正式警告，分舰队遂迅速返回本土，并于7月16日抵达威廉港。

### 普法战争
1870年7月16日，即训练分舰队返抵德国的三天后，法国便藉以埃姆斯密电向普鲁士宣战、并引发普法战争。规模上远逊于对手的普鲁士海军对法国海军实施的海上封锁采取防御姿态，既有军舰被分别部署至北海和波罗的海的不同地点。腓特烈·卡尔号、王储号和威廉国王号驻扎在外亚德，但其中只有王储号可以完全投入战斗。尽管法国海军优势巨大，但法国人在战前没有制定充分的计划来攻击普鲁士的海军设施，并且得出结论认为只有在丹麦的帮助下才有可能奏效，而丹麦的援助几乎是不可能的。
8月5日，在收到有两艘法国铁甲舰在北海沿丹麦航线航行的错误情报后，雅赫曼遂率其铁甲分舰队出击出击直抵利姆海峽，但并未遇到任何敌舰。几天后，法国地中海舰队在海军中将马丁·富里雄的指挥下出现在德意志湾。富里雄的编队由八艘铁甲舰、四艘无装甲护卫舰和若干通报舰组成，它们在德国沿岸游弋，并于8月12日正式宣布封锁。应在当日出击的德国军舰并未按计划实施，因为它们的舰长——路德维希·冯·亨克（威廉国王号）、古斯塔夫·克拉特（腓特烈·卡尔号）和赖因霍尔德·冯·维尔纳（王储号），均反对分舰队司令、海军中将爱德华多·冯·雅赫曼进攻实力占优的法国部队。结果，只得由维尔纳率王储号多次出动，独力执行反封锁任务，但没有发生任何重大冲突。9月11日，铁甲分舰队又向黑尔戈兰岛出击，但同样未能找到法国舰只。这是由于德国人没有留意到对方已于前一天结束了封锁，并撤回至瑟堡。尽管如此，德国舰只仍然在外亚德待命，直至战争结束。
在1870年代，训练分舰队通常仅于夏季服役，至冬季则转入预备役，仅余一至两艘铁甲舰维持在役，但也都会精简船员编制以用作警备船。1871年末，腓特烈·卡尔号出任雅赫曼将军的旗舰，它本应与王储号、四艘护卫舰以及两艘炮舰一同奔赴巴西，以期对巴西政府施加外交压力。这是由于巴西拒绝释放于1871年10月在里约热内卢参与斗殴的德舰宁芙号水兵。但随着巴西满足德国人的要求后，德国政府放弃了这项行动。自1872年9月起，腓特烈·卡尔号再获委任为德国分舰队的旗舰，并计划展开为期三年的环球巡航，以展示1871年成立的德意志帝国的国力。1872年10月12日，该舰偕同护卫舰伊丽莎白号和炮舰信天翁号启程前往西印度群岛。伊丽莎白号的姊妹舰菲内塔号号和瞪羚号也在行经加勒比海时加入了它们的行列。

### 派遣至西班牙

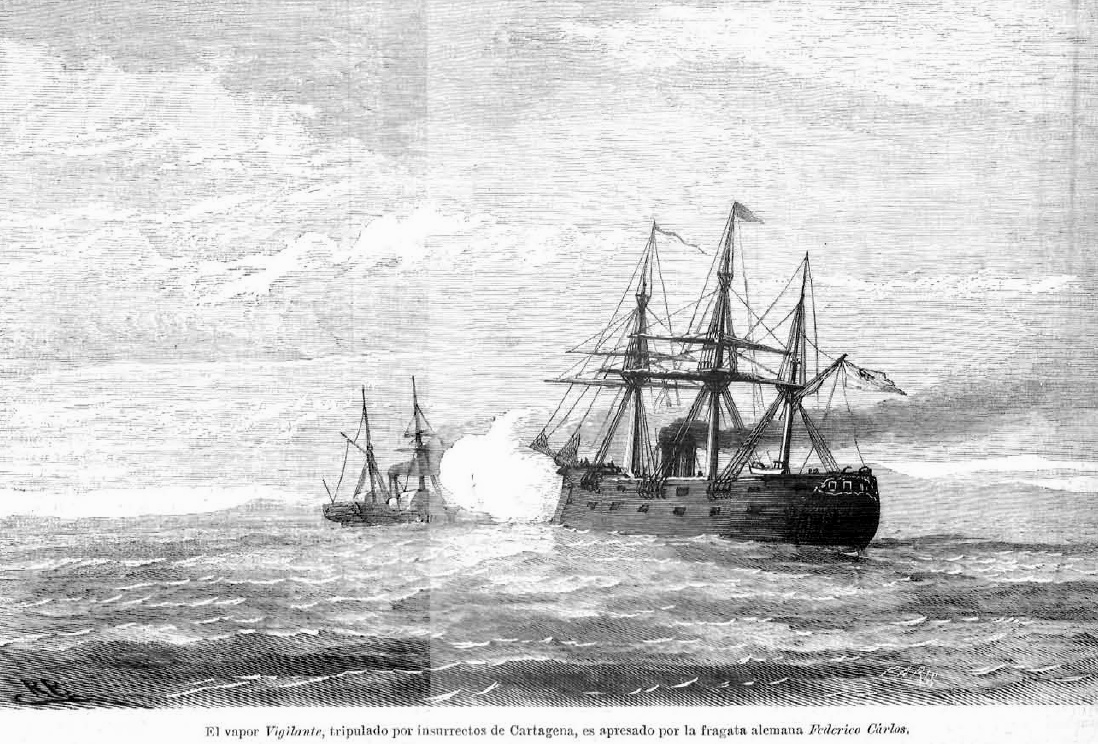
描绘腓特烈·卡尔号与叛军汽船义警号交锋的插画

环球航行计划于1873年3月10日在哈瓦那被迫中断，因为西班牙第一共和國爆发了州省革命。腓特烈·卡尔号遂在海军中将赖因霍尔德·冯·维尔纳的指挥下，连同除信天翁号之外的其它舰只一同被派往西班牙水域，然后加入在西班牙南部沿岸巡逻的一支英国分舰队。当时西班牙海军的一个叛变派别已夺取了该国七艘铁甲舰中的四艘。维尔纳作为阵中的高阶将领，被任命为英德联军的指挥官。当叛军炮击了一个沿海城镇后，英德分舰队将对方的两艘铁甲舰封锁在卡塔赫纳港内。而在离开阿利坎特时，腓特烈·卡尔则遇到了叛乱的武装汽船义警号（Vigilante），遂扣押了该船，并将其归还给予西班牙政府。
在未经伦敦或柏林授权的情况下，腓特烈·卡尔号与英国铁甲舰确捷号还袭击了两艘叛军舰只——维多利亚号和阿尔曼萨号。当时叛军舰只正企图侵占阿尔梅里亚的港口。在短暂的交锋中，英德联军击溃了叛军，并扣押了这两艘舰，随后也将其移交予西班牙政府。叛军曾考虑就此事件对德国宣战，但最终决定放弃。一名被俘的叛军领袖曾被短暂关押在腓特烈·卡尔号舰上。维尔纳的封锁最终迫使叛军投降，之后腓特烈·卡尔号返回德国。德国总理奥托·冯·俾斯麦下令将维尔纳送上军事法庭，因为他认为维尔纳的行动太过出格。此外，俾斯麦也禁止帝国海军今后再实行“炮舰外交”。

### 后续运用

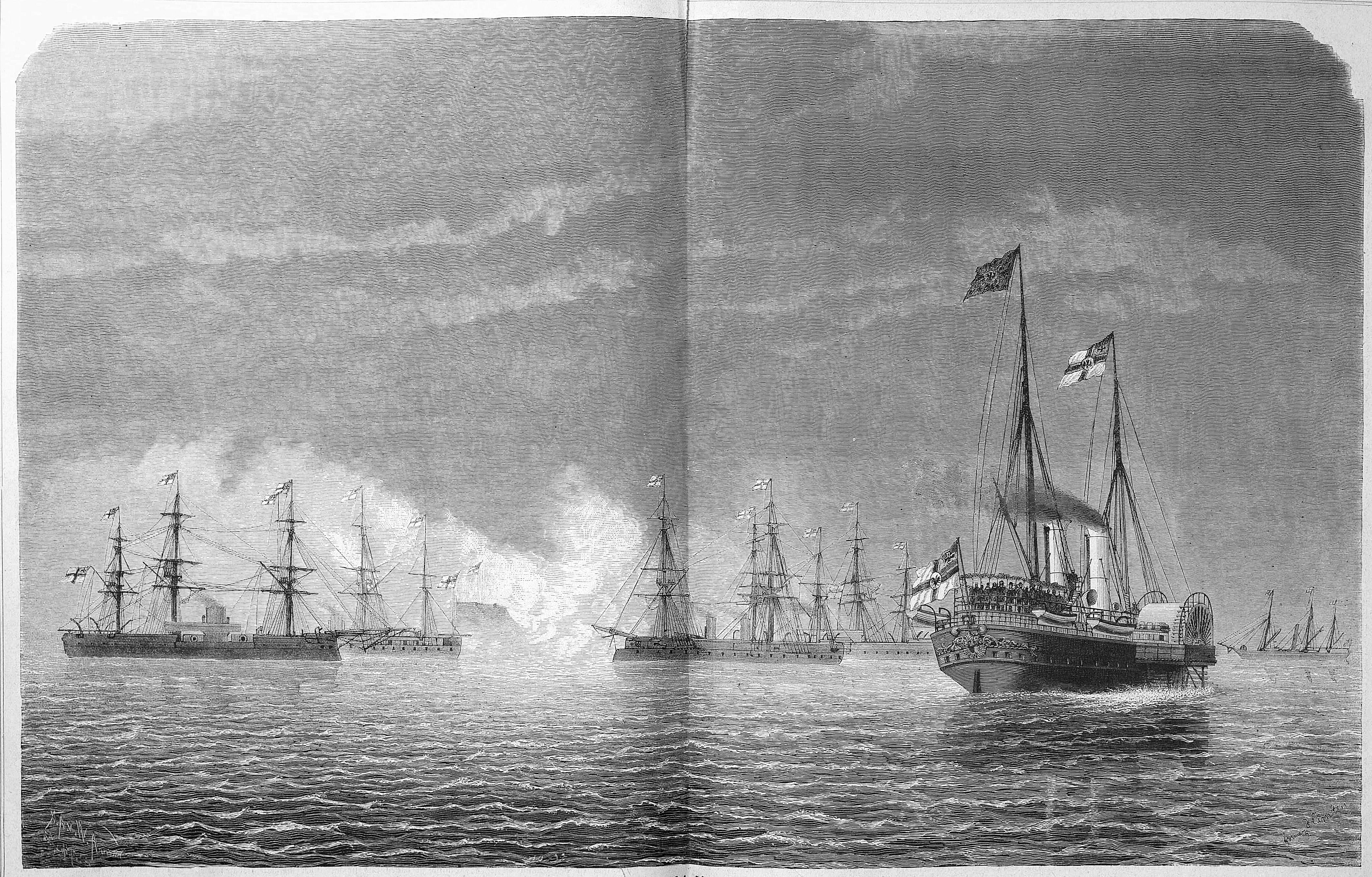
包含腓特烈·卡尔号和其它舰只在内的舰队演习场景画

1876年，由腓特烈·卡尔号、王储号、新入役的皇帝号和德国号组成的铁甲分舰队被派往地中海，以回应德国驻奥斯曼帝国公使在萨洛尼卡遇害的事件。它们与与法国、俄国、奥匈帝国和意大利的军舰合作进行国际军力展示，共同向奥斯曼政府施压。在收到预期的效果后，德国人于8月回国，在9月抵达后，它们被搁置起来过冬。分舰队于1877年再次前往地中海，但这一次的参与者则由腓特烈·卡尔号、皇帝号、德国号、普鲁士号和通报舰隼号组成。巡航期间，这些舰只分别到访了爱琴海和黎凡特沿岸的多个港口。腓特烈·卡尔号在1878年的训练巡航期间一直搁置，只得耳闻全新的铁甲舰大选帝侯号在一次意外事故中与皇帝号相撞而沉没。它于1879年5月重新入役，成为训练分舰队的旗舰，当时阵中还包括有王储号、普鲁士号和腓特烈大帝号。该舰一直服役至1883年；同年晚些时候，训练周期以对基尔展开的大规模模拟攻击而结束，腓特烈·卡尔号与其它铁甲舰充当“东方”对手。由护卫舰路易丝号和布吕歇尔号率领的守军被认为取得了胜利。那一年，铁甲分舰队是首次完全以蒸汽动力运作。
1885年，腓特烈·卡尔号安装了鱼雷防护网，并一直保留至1897年。在这一年的改造中，它还获得了新的锅炉和一个改装过的烟囱，以适应加装的第二个上风口装置。六挺37毫米机炮和五具鱼雷发射管也在此现代化期间装备。随后，该舰与新入役的铁甲舰巴伐利亚号和汉萨号一同参加了1885年的演习。1887年6月，腓特烈·卡尔号参加了连接波罗的海和北海的威廉皇帝运河的开凿仪式。至1895年，该舰被解除武装；并于同年8月11日作为一艘鱼雷测试船投入使用。它一直担任此职能至1902年1月21日，然后更名为海王星号（Neptun），并转而充当一艘港口船。其原用舰名则被重新应用在1902年6月22日下水的巡洋舰腓特烈·卡尔号上。海王星号于1905年6月22日正式从海军序列中除籍，并于1906年3月以284000金马克的价格售予一家荷兰拆船商。最终，舰只被拖曳至荷兰拆解报废。

## 脚注
注释
1. ↑  SMS表示, 即“陛下之舰”。

引用
1. ↑  Dodson，第17頁.
2. ↑  Dodson，第17–18頁.
3. 1 2 3 4 5 6  Gröner，第2頁.
4. 1 2  Gröner，第2–3頁.
5. ↑  Gardiner，第243頁.
6. ↑  Dodson，第18頁.
7. ↑  Hildebrand & Röhr & Steinmetz 5，第164頁.
8. ↑  Hildebrand & Röhr & Steinmetz 3，第106頁.
9. ↑  Hildebrand & Röhr & Steinmetz 3，第222頁.
10. ↑  Hildebrand & Röhr & Steinmetz 5，第115頁.
11. ↑  Hildebrand & Röhr & Steinmetz 5，第116頁.
12. ↑  Wilson，第273頁.
13. 1 2  Sondhaus，第101頁.
14. ↑  Hildebrand & Röhr & Steinmetz 5，第117頁.
15. ↑  Hildebrand & Röhr & Steinmetz 5，第120頁.
16. ↑  Hildebrand & Röhr & Steinmetz 5，第134頁.
17. ↑  Sondhaus，第102頁.
18. ↑  Hildebrand & Röhr & Steinmetz 5，第121頁.
19. ↑  Dodson，第25頁.
20. ↑  Sondhaus，第121頁.
21. 1 2  Sondhaus，第122頁.
22. ↑  Greene & Massignani，第279頁.
23. ↑  Greene & Massignani，第280頁.
24. ↑  Dodson，第25–27, 30頁.
25. ↑  Dodson，第30, 32頁.
26. ↑  Gröner，第2, 51頁.